# 管應鳳
管應鳳（1553年—？），字肇和，浙江紹興府餘姚縣人，軍籍，明朝政治人物。

## 生平
萬曆元年（1573年）癸酉科浙江鄉試第六十六名舉人，五年（1577年）中式丁丑科會試第二百十九名，三甲第九十四名進士。授丹陽縣知縣，調寶坻縣知縣，升兵部主事。

## 家族
曾祖管淋，贈吏科給事中；祖父管見，廣東布政使司右參政；父管府，知縣。母邵氏。具庆下。